# エフ・ホフマン・ラ・ロシュ
エフ・ホフマン・ラ・ロシュ（F. Hoffmann-La Roche, Ltd.）は、スイスのバーゼルに本拠を置く世界的な製薬・ヘルスケア企業である。スイス証券取引所上場企業（SIX: ROG）。

## グループ企業
持株会社ロシュ・ホールディング（Roche Holding AG）がグループ企業を統括し、各国の現地法人への出資はオランダのマイドレヒトに置いた中間持株会社ロシュ・ファームホールディング・ビー・ヴィ（Roche Pharmholding B.V.）を通じて行っている。スイス国外では、ドイツのマンハイムとペンツブルク、イギリスのウェリンガーデンとバーゲス・ヒル、アメリカ合衆国のニュージャージー州ナトリーとブランチバーグ、カリフォルニア州パロアルトとプレザントン、インディアナ州インディアナポリス、サウスカロライナ州フローレンス、中国の上海などに拠点を置いている。
日本には1924年に現地法人「エヌ・エス・ワイ合名会社」を設立して進出（のちの日本ロシュ株式会社）。これは日本で製造許可を取得した初の外資系医薬品企業であった。2001年12月、中外製薬との間で日本国内の医薬品事業の統合を柱とした包括的業務提携を結び、翌2002年にロシュ・ファームホールディングを通じて株式公開買付けを行って中外を買収、同年10月には医薬品事業の日本法人であった日本ロシュを中外に合併した。これにより日本国内の医薬品事業は連結子会社の中外製薬を通じて行うこととなった。
ロシュグループは医薬品事業のほかに1968年より試薬事業にも進出しており、診断薬・医療機器事業会社ロシュ・ダイアグノスティックスでは別個の日本法人としてロシュ・ダイアグノスティックス株式会社（1998年8月日本ロシュからの分社化により設立）を置いている。1997年には試薬大手の独ベーリンガー・マンハイム社de:Boehringer Mannheimを買収・統合した。

## 歴史
エフ・ホフマン・ラ・ロシュ社はフリッツ・ホフマン・ラ・ロシュによって1896年に創業された。その後ロシュ社はビタミン剤の生産で基盤を築いた。
1957年にはベンゾジアゼピン系抗不安薬クロルジアゼポキシド（商品名「リプリウム」、日本における商品名「バランス」）を、続いて抗不安薬の世界標準となるジアゼパム（商品名「ヴァリウム」、日本における商品名「セルシン」）を開発・発売し、世界の抗不安薬市場を席巻し多くの利益を得た。
1990年代以降は抗癌剤に注力を始めている。またインフルエンザ治療薬オセルタミビルの特許を持つ米ギリアド・サイエンシズ社より1996年から2016年までの製造専売特許を取得し、「タミフル」の商品名で2000年代の主力商品となっている。

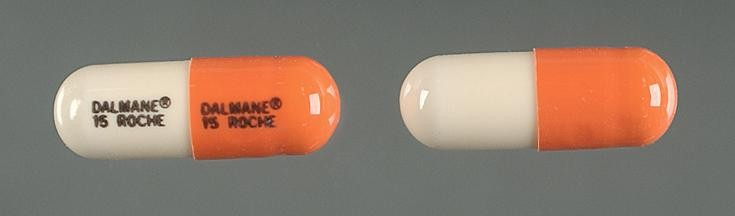
睡眠薬「ダルメーン」
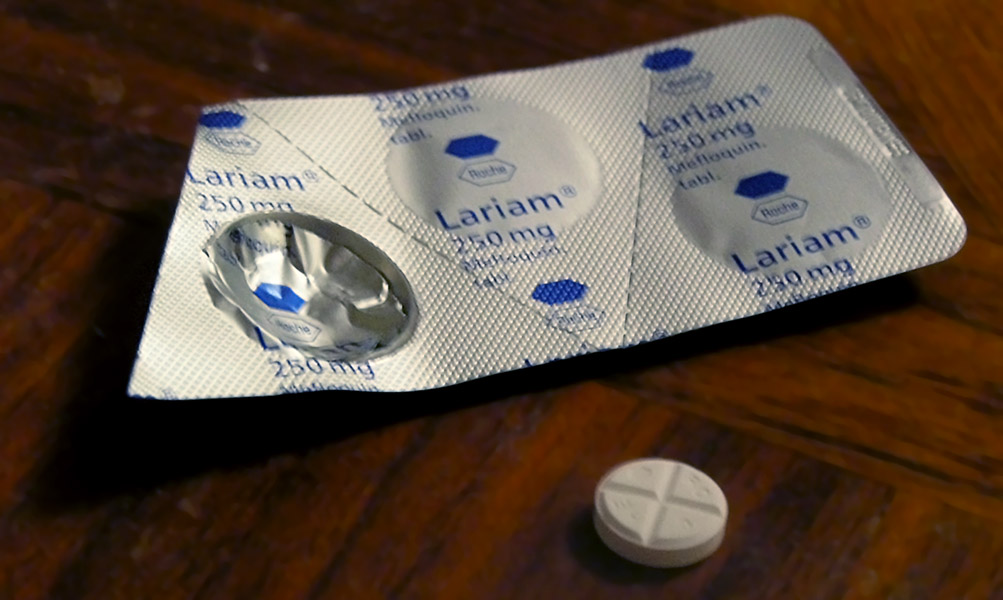
抗マラリア剤「ラリアム」
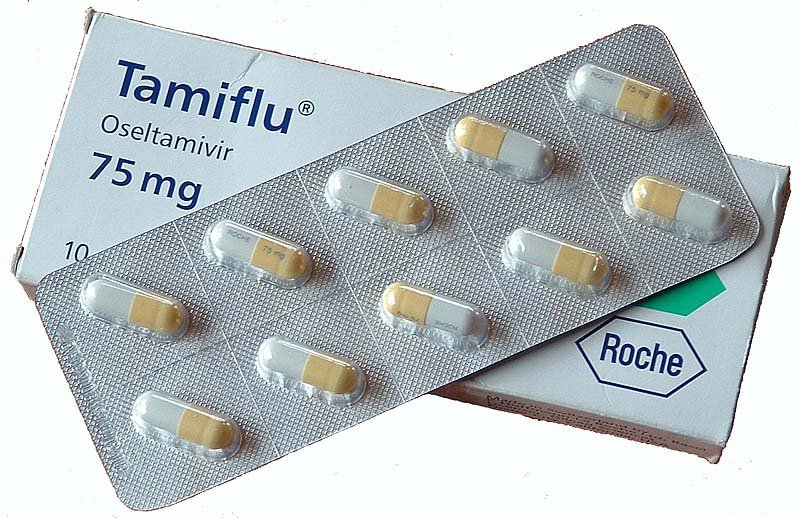
抗ウイルス薬「タミフル」